# Православие в Уганде
Правосла́вие в Уга́нде — христианская деноминация на территории Уганды. Представлена в стране Александрийским патриархатом и Патриаршим экзархатом Африки Русской Православной Церкви. Уганда — первая африканская страна к югу от Сахары, где начала складываться местная православная община Александрийского патриархата.

## История
«Некоторые африканцы были людьми думающими. Они читали книги по истории христианства и обнаружили, что католики и протестанты борются друг с другом так, как не подобает истинным христианам. И тогда они начали внимательно изучать Библию в надежде найти там ответ на мучившие их вопросы… Однажды один из них, англиканин по имени Ребейн Мукаса, обнаружил в словаре слово „Orthodoxy“… и заинтересовался его значением. Там было написано: „Истинная Церковь, мать-Церковь“. И тогда он показал своим друзьям то, что нашел в словаре, и с тех пор начал искать более подробную информацию о Православии».
Основателями православия в Уганде были : Реубен Мукаса Себанза Спартас, Кабанка Басаджикитало и Артур Гатуна и другие.
Все это происходило в 1919 году. «Они начали рассылать письма по всему миру с вопросами о православии. Одно из них дошло до гражданина США африканского происхождения по имени Александр Макгвайр. Он отправил им некоторую литературу о православии. Тогда Ребейн Мукаса и его друзья окончательно укрепились в том, что хотят, чтобы в Африке появилась эта вера. Макгавайр направил их к чернокожему епископу по имени Джордж Уильям Александр, который жил в Южной Африке. Он приехал в Уганду и рукоположил их. Так Ребейн Мукаса стал отцом Спартасом. Но этот епископ оказался униатом. Это выяснилось позже от одного греческого бизнесмена».
Друзья на этом не остановились. «Отец Спартас и его единомышленники нашли священника из Константинопольского Патриархата, который ездил по Африке и крестил греческих младенцев. Тот приехал в Уганду и пробыл здесь примерно полгода, наставляя отца Спартаса и его группу в православной вере. Это было в начале 1930-х годов. Он посоветовал им обратиться в Александрийский Патриархат, чтобы таким образом обрести материнскую Церковь. Они отослали в Александрию многочисленные письма, но ответа не было. Тем временем они крестили людей и открыли множество приходов, передвигались в основном пешком и на велосипедах». У них появилось много последователей. «Но без помощи со стороны отец Спартас и его друзья не могли продержаться долго, часть священников умерла, и основанные ими приходы начали приходить в запустение».
В 1946 году православные сообщества Уганды и Кении были приняты в полное каноническое общение с Патриаршим престолом.
В 1958 году для лучшего руководства православными общинами в Восточной Африке была учреждена Иринопольская митрополия с центром в столице Танзании Дар-эс-Саламе, что значит «Город Мира», или, по-гречески, Иринополис. В 1959 году в Уганду был направлен епископ Николай, митрополит Кампальский и всей Восточной Африки. С 1959 года Патриарх Александрийский взял на себя прямое руководство Православной Церковью Африки…
Отец Спартас и его друзья начали бурную деятельность по созданию Церкви. С самого начала четверо друзей обратили в православие своих родственников, и от них новая вера начала распространяться дальше. Отец Спартас понимал, что новой Церкви необходимы образованные люди. Он начал преподавание английского языка в основанной им школе, которая официально была частной и принадлежала Церкви. Колониальные власти (Уганда обрела независимость от Великобритании только в 1969 году), пытаясь закрепить за собой монополию на образование, издали закон, по которому английский язык можно было преподавать только в государственных школах. Это не остановило отца Спартаса, и за нарушение законодательства ему пришлось провести пять лет в тюрьме.
Начиная с 1958 года, молодых жителей Уганды начали отправлять на учёбу в Грецию и другие православные страны, но лишь немногие возвращались на родину. Это стало одной из проблем. А те, кто возвращались, часто вступали в конфликт со «старыми» священниками.
В 1959 году отец Спартас посетил Грецию. Он выступал среди христиан и призывал греков в Африку для катехизации и учреждения миссии. Результатом стало образование нескольких, преимущественно молодёжных, групп молитвенной и материальной поддержки…
Один из священников в 1965 году, находясь в США, обратился к семидесяти пяти греческим приходам с просьбой оказать помощь. Миссионеры из Греции и Соединенных Штатов отправились на помощь африканским православным. И они помогают до сих пор.
Первым миссионером был Хризостом Папасарантопулос, священник, принявший целибат (позже — иеромонах), который приехал в Уганду в 1960 году. Он служил в Африке до самой смерти в декабре 1972 года. Одним из самых видных миссионеров была Ставрица Вахариу, американка греческого происхождения, приехавшая в Восточную Африку в 1971 году. Она писала иконы и обучала африканцев основам домоводства.
Но как бы ни старались греческие миссионеры, основной груз апостольской проповеди всё-таки лежит на коренных африканцах.
В 1972 году в Александрии состоялась первая в истории архиерейская хиротония трех коренных жителей континента. Среди них был просветитель Уганды Спартас Ребейн Мукаса, нареченный епископом Христофором Нилополийским. Он умер в 1982 году святителем этой Церкви.
С 1995 года первый африканец стал митрополитом — это митрополит Кампалы и всей Уганды Феодор Нанкияма. С 1997 года им стал внук Обадии Басаджикитало, Иона.

## Современное положение
В Уганде действует четыре епархии. Митрополия, возглавляемая Ионой Луангой, находится в пригороде столицы Кампалы Намунгоне.
По данным на 2010 год в Уганде проживает 30 тысяч православных, действует 80 приходов, часть из которых управляется катехизаторами, клир насчитывает 38 иереев и 9 диаконов. В митрополии действует 14 приютов, где дети учатся, живут и питаются за счет прихода.
В 1995 году открыта семинария при митрополии, на 2004 год в ней обучалось 15 человек. В 2011 году в Уганде был основан первый православный монастырь.
С февраля 2022 года начался переход из Александрийского патриархата в РПЦ, ныне в Южноафриканской епархии в составе Патриаршего экзархата Африки (Русская Православная Церковь). В феврале 2025 - числилось 24 священника, 3 благочиния - Центральное, Восточное и Северное во главе с благочинными и. Павлом (Бальеку) c 9 апр. 2025 г. и. Фома (Ссебиранда), иеромонахом Силуаном (Браун), и. Вениамином (Оджок) и приблизительно 2000 - 3000 прихожан ПЭА РПЦ.

## Старообрядчество
В 2012 году Иоаким Чиимба, глава группы верующих, в 1991 году покинувших Александрийский патриархат и впоследствии сменивших несколько старостильных юрисдикций, обратился с письмом к предстоятелю Русской православной старообрядческой церкви митрополиту Корнилию. В этом письме Чиимба выразил желание присоединиться к РПСЦ. В 2013 году Совет митрополии РПСЦ удовлетворил это прошение, решив рукоположить Чиммбу в сан священника и принять верующих, возглавляемых им, под окормление РПСЦ.
По состоянию на 2017 год в Уганде проживает около 150 старообрядцев, разделённых на три приблизительно равных по численности общины. Единственная старообрядческая церковь в Уганде находится в Мперерве, пригороде Кампалы. В качестве языка богослужений используется луганда. Паства окормляется отцом Иоакимом Валусимби, выбранным Советом митрополии РПСЦ после смерти отца Иоакима Чиимбы в 2015 году.
Освященный собор РПСЦ в октябре 2024 года учредил Угандийскую епархию, пастырское окормление которой поручил митрополиту Московскому и всея Руси.

## Участие в экуменической деятельности
В 1963 году в Уганде основан Объединённый христианский совет Уганды, который является членом Всемирного совета церквей и Содружества христианских советов и церквей Великих озер и Африканского Рога. К Православной Церкви в число членов совета присоединились Англиканская церковь Уганды и Римско-католическая церковь в Уганде. Его возглавили Митрополит Феодор Нанкьяма, архиепископ Джозеф Киванука и архиепископ Лесли Браун.